# Saint-Denis-en-Margeride
Pour les articles homonymes, voir Saint-Denis et Margeride (homonymie).
Saint-Denis-en-Margeride est une commune française, située dans le nord du département de la Lozère en région Occitanie.
Exposée à un climat de montagne, elle est drainée par le Mézère, le ruisseau de Guitard, le ruisseau de Salacrux et par divers autres petits cours d'eau. La commune possède un patrimoine naturel remarquable : un site Natura 2000 (la « montagne de la Margeride ») et une zone naturelle d'intérêt écologique, faunistique et floristique.
Saint-Denis-en-Margeride est une commune rurale qui compte 142 habitants en 2022, après avoir connu un pic de population de 963 habitants en 1901.  Ses habitants sont appelés les Saint-Dionysais ou  Saint-Dionysaises.

## Géographie

### Communes limitrophes
Les communes limitrophes sont Sainte-Eulalie, Saint-Paul-le-Froid, Les Laubies, Fontans, Saint-Alban-sur-Limagnole, La Panouse et Monts-de-Randon.

### Hydrographie
La Mézère prend sa source dans la commune.

### Climat
Pour des articles plus généraux, voir Climat de l'Occitanie et Climat de la Lozère.
En 2010, le climat de la commune est de type climat de montagne, selon une étude s'appuyant sur une série de données couvrant la période 1971-2000. En 2020, Météo-France publie une typologie des climats de la France métropolitaine dans laquelle la commune est exposée à un climat de montagne ou de marges de montagne et est dans la région climatique Sud-est du Massif Central, caractérisée par une pluviométrie annuelle de 1 000 à 1 500 mm, minimale en été, maximale en automne.
Pour la période 1971-2000, la température annuelle moyenne est de 6,6 °C, avec une amplitude thermique annuelle de 15,4 °C. Le cumul annuel moyen de précipitations est de 892 mm, avec 10,6 jours de précipitations en janvier et 6,6 jours en juillet. Pour la période 1991-2020, la température moyenne annuelle observée sur la station météorologique la plus proche, située sur la commune de La Panouse à 9 km à vol d'oiseau, est de 7,3 °C et le cumul annuel moyen de précipitations est de 1 015,8 mm,. Pour l'avenir, les paramètres climatiques de la commune estimés pour 2050 selon différents scénarios d'émission de gaz à effet de serre sont consultables sur un site dédié publié par Météo-France en novembre 2022.

### Milieux naturels et biodiversité

#### Réseau Natura 2000

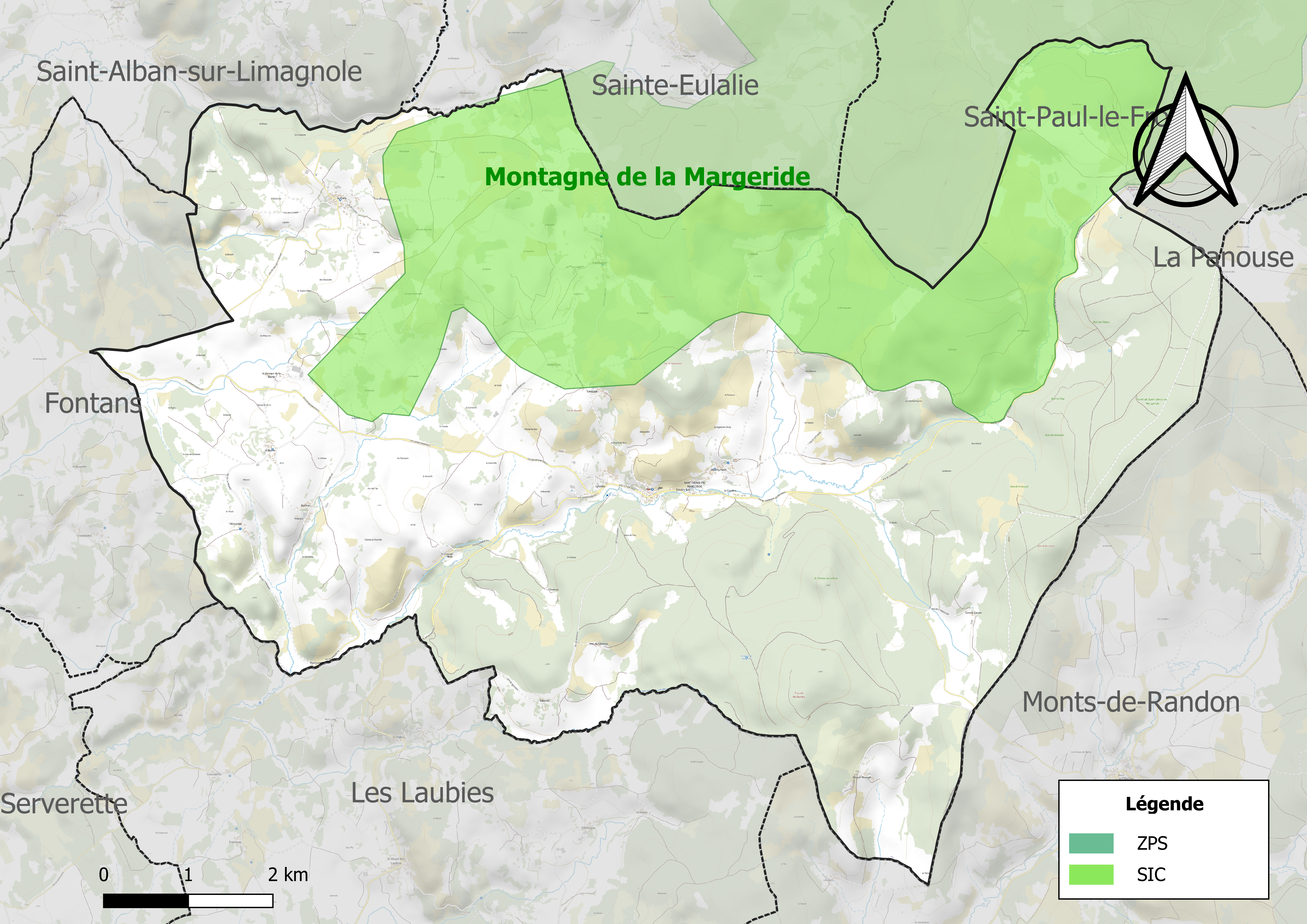
Site Natura 2000 sur le territoire communal.

Le réseau Natura 2000 est un réseau écologique européen de sites naturels d'intérêt écologique élaboré à partir des directives habitats et oiseaux, constitué de zones spéciales de conservation (ZSC) et de zones de protection spéciale (ZPS).
Un site Natura 2000 a été défini sur la commune au titre de la directive habitats : la « montagne de la Margeride », d'une superficie de 9 400 ha, une longue colonne granitique au climat montagnard ayant permis le maintien de tourbières remarquables.

#### Zones naturelles d'intérêt écologique, faunistique et floristique

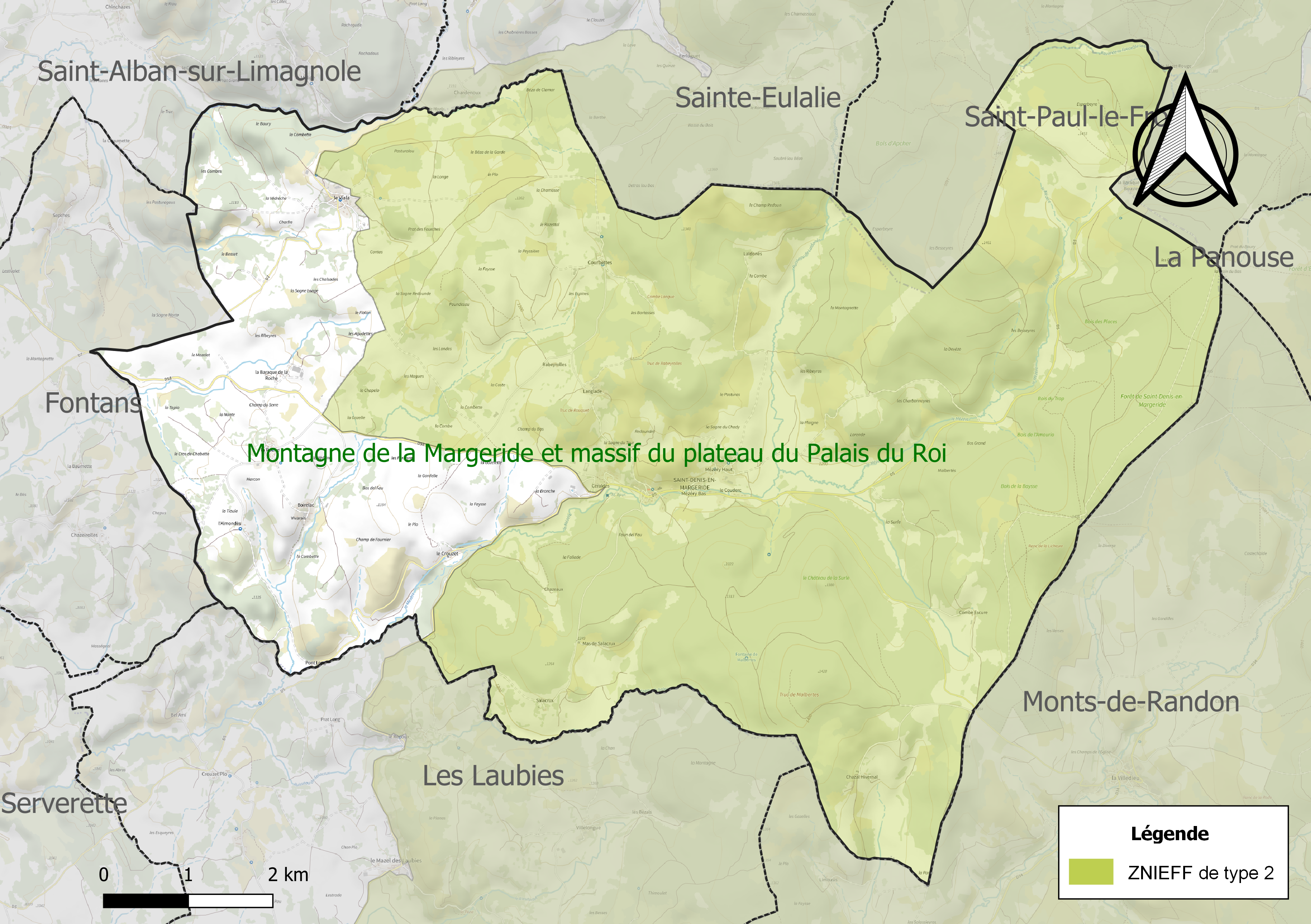
Carte de la ZNIEFF de type 2 localisée sur la commune.

L’inventaire des zones naturelles d'intérêt écologique, faunistique et floristique (ZNIEFF) a pour objectif de réaliser une couverture des zones les plus intéressantes sur le plan écologique, essentiellement dans la perspective d’améliorer la connaissance du patrimoine naturel national et de fournir aux différents décideurs un outil d’aide à la prise en compte de l’environnement dans l’aménagement du territoire.
Une ZNIEFF de type 2 est recensée sur la commune :
la « montagne de la Margeride et massif du plateau du Palais du Roi » (29 590 ha), couvrant 20 communes du département.

## Urbanisme

### Typologie
Au 1er janvier 2024, Saint-Denis-en-Margeride est catégorisée commune rurale à habitat très dispersé, selon la nouvelle grille communale de densité à sept niveaux définie par l'Insee en 2022.
Elle est située hors unité urbaine et hors attraction des villes,.

### Occupation des sols
L'occupation des sols de la commune, telle qu'elle ressort de la base de données européenne d’occupation biophysique des sols Corine Land Cover (CLC), est marquée par l'importance des forêts et milieux semi-naturels (77 % en 2018), une proportion sensiblement équivalente à celle de 1990 (77,4 %). La répartition détaillée en 2018 est la suivante : 
forêts (44 %), milieux à végétation arbustive et/ou herbacée (33,1 %), prairies (16,4 %), zones agricoles hétérogènes (6,6 %). L'évolution de l’occupation des sols de la commune et de ses infrastructures peut être observée sur les différentes représentations cartographiques du territoire : la carte de Cassini (XVIIIe siècle), la carte d'état-major (1820-1866) et les cartes ou photos aériennes de l'IGN pour la période actuelle (1950 à aujourd'hui).

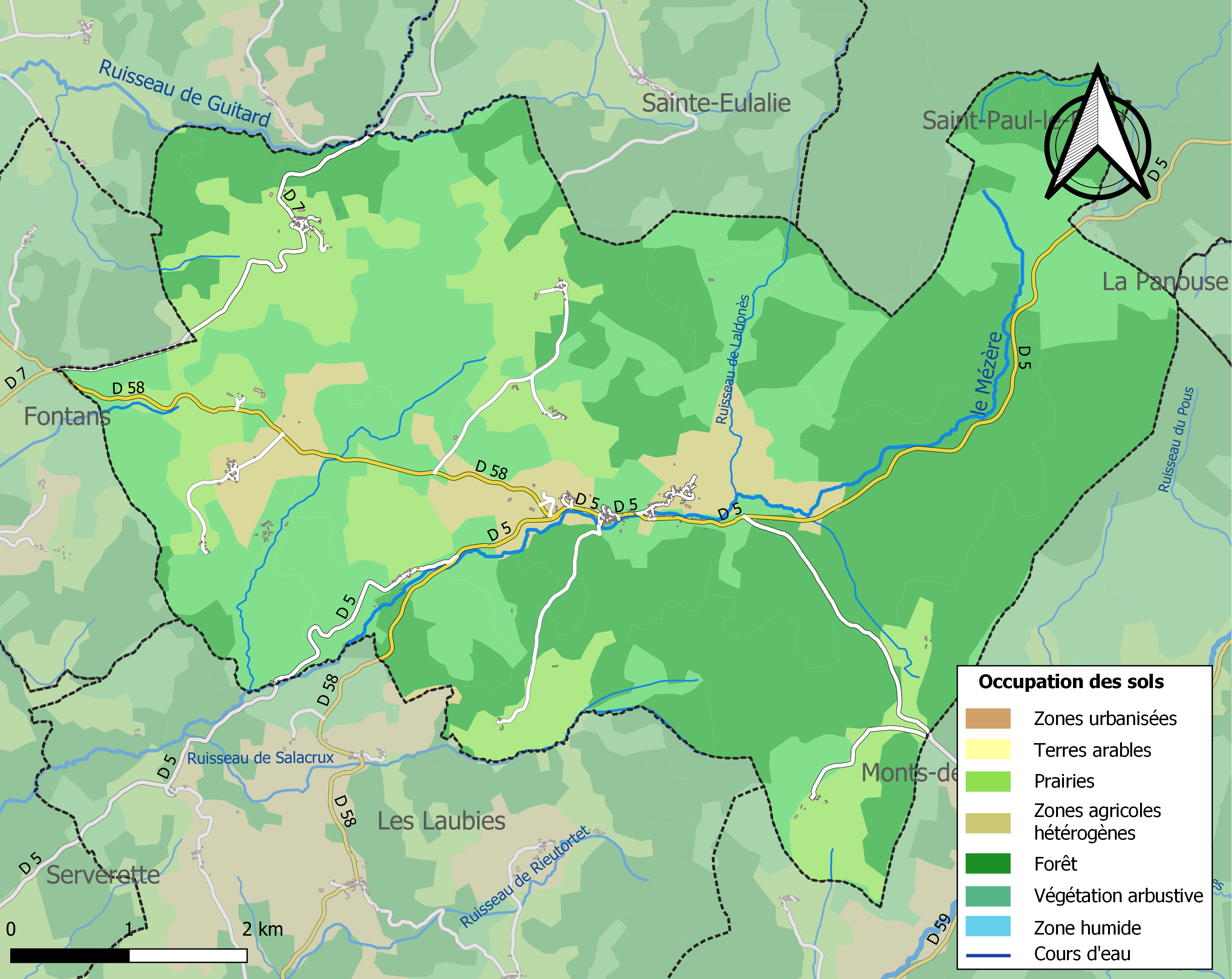
Carte des infrastructures et de l'occupation des sols de la commune en 2018 (CLC).

### Risques majeurs
Le territoire de la commune de Saint-Denis-en-Margeride est vulnérable à différents aléas naturels : météorologiques (tempête, orage, neige, grand froid, canicule ou sécheresse), feux de forêts et séisme (sismicité faible). Il est également exposé à un risque particulier : le risque de radon. Un site publié par le BRGM permet d'évaluer simplement et rapidement les risques d'un bien localisé soit par son adresse soit par le numéro de sa parcelle.

#### Risques naturels
Saint-Denis-en-Margeride est exposée au risque de feu de forêt. Un plan départemental de protection des forêts contre les incendies (PDPFCI) a été approuvé en décembre 2014 pour la période 2014-2023. Les mesures individuelles de prévention contre les incendies sont précisées par divers arrêtés préfectoraux et s’appliquent dans les zones exposées aux incendies de forêt et à moins de 200 mètres de celles-ci. L’arrêté du 23 mars 2018, complété par un arrêté de 2020, réglemente l'emploi du feu en interdisant notamment d’apporter du feu, de fumer et de jeter des mégots de cigarette dans les espaces sensibles et sur les voies qui les traversent sous peine de sanctions. L'arrêté du 23 août 2021, abrogeant un arrêté de 2002, rend le débroussaillement obligatoire, incombant au propriétaire ou ayant droit,,.

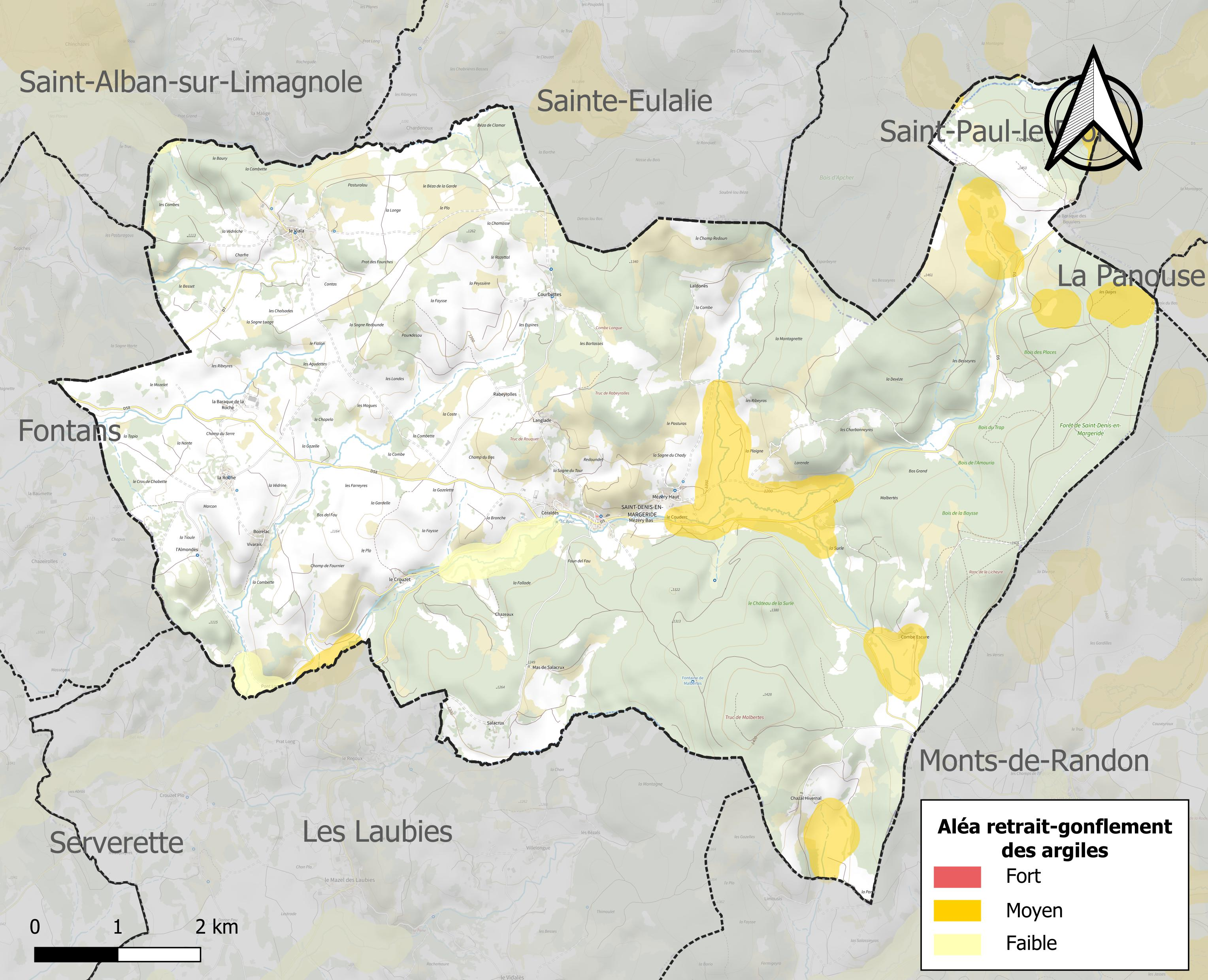
Carte des zones d'aléa retrait-gonflement des sols argileux de Saint-Denis-en-Margeride.

Le retrait-gonflement des sols argileux est susceptible d'engendrer des dommages importants aux bâtiments en cas d’alternance de périodes de sécheresse et de pluie. 6 % de la superficie communale est en aléa moyen ou fort (15,8 % au niveau départemental et 48,5 % au niveau national). Sur les 188 bâtiments dénombrés sur la commune en 2019,  7 sont en aléa moyen ou fort, soit 4 %, à comparer aux 14 % au niveau départemental et 54 % au niveau national. Une cartographie de l'exposition du territoire national au retrait gonflement des sols argileux est disponible sur le site du BRGM,.
Par ailleurs, afin de mieux appréhender le risque d’affaissement de terrain, l'inventaire national des cavités souterraines permet de localiser celles situées sur la commune.
La commune a été reconnue en état de catastrophe naturelle au titre des dommages causés par les inondations et coulées de boue survenues en 1982 et 2003. 

#### Risque particulier
Dans plusieurs parties du territoire national, le radon, accumulé dans certains logements ou autres locaux, peut constituer une source significative d’exposition de la population aux rayonnements ionisants. Certaines communes du département sont concernées par le risque radon à un niveau plus ou moins élevé. Selon la classification de 2018, la commune de Saint-Denis-en-Margeride est classée en zone 3, à savoir zone à potentiel radon significatif.

## Politique et administration
| Période | Période | Identité          | Étiquette | Qualité |
| ------- | ------- | ----------------- | --------- | ------- |
| 2001    | 2008    | Yolande Garrel    |           |         |
| 2008    |         | Jean-Paul Meynier | UMP       |         |

## Population et société

### Démographie
L'évolution du nombre d'habitants est connue à travers les recensements de la population effectués dans la commune depuis 1793. Pour les communes de moins de 10 000 habitants, une enquête de recensement portant sur toute la population est réalisée tous les cinq ans, les populations de référence des années intermédiaires étant quant à elles estimées par interpolation ou extrapolation. Pour la commune, le premier recensement exhaustif entrant dans le cadre du nouveau dispositif a été réalisé en 2004.

En 2022, la commune comptait 142 habitants, en évolution de −20,67 % par rapport à 2016 (Lozère : +0,11 %, France hors Mayotte : +2,11 %).
| 1793 | 1800 | 1806 | 1821 | 1831 | 1836 | 1841 | 1846 | 1851 |
| ---- | ---- | ---- | ---- | ---- | ---- | ---- | ---- | ---- |
| 805  | 523  | 738  | 594  | 795  | 800  | 808  | 821  | 700  |

| 1856 | 1861 | 1866 | 1872 | 1876 | 1881 | 1886 | 1891 | 1896 |
| ---- | ---- | ---- | ---- | ---- | ---- | ---- | ---- | ---- |
| 873  | 850  | 840  | 810  | 837  | 809  | 858  | 825  | 865  |

| 1901 | 1906 | 1911 | 1921 | 1926 | 1931 | 1936 | 1946 | 1954 |
| ---- | ---- | ---- | ---- | ---- | ---- | ---- | ---- | ---- |
| 963  | 828  | 733  | 620  | 589  | 649  | 561  | 538  | 469  |

| 1962 | 1968 | 1975 | 1982 | 1990 | 1999 | 2004 | 2006 | 2009 |
| ---- | ---- | ---- | ---- | ---- | ---- | ---- | ---- | ---- |
| 404  | 375  | 326  | 284  | 254  | 207  | 211  | 224  | 181  |

| 2014 | 2019 | 2022 | - | - | - | - | - | - |
| ---- | ---- | ---- | - | - | - | - | - | - |
| 172  | 156  | 142  | - | - | - | - | - | - |

## Économie

### Revenus
En 2018, la commune compte 80 ménages fiscaux, regroupant 153 personnes. La médiane du revenu disponible par unité de consommation est de 16 860 € (20 420 € dans le département).

### Emploi
|                | 2008  | 2013  | 2018  |
| -------------- | ----- | ----- | ----- |
| Commune        | 1 %   | 6,5 % | 6,6 % |
| Département    | 5 %   | 6,4 % | 7,1 % |
| France entière | 8,3 % | 10 %  | 10 %  |

En 2018, la population âgée de 15 à 64 ans s'élève à 80 personnes, parmi lesquelles on compte 76,3 % d'actifs (69,7 % ayant un emploi et 6,6 % de chômeurs) et 23,7 % d'inactifs,. Depuis 2008, le taux de chômage communal (au sens du recensement) des 15-64 ans est inférieur à celui de la France et du département.
La commune est hors attraction des villes,. Elle compte 30 emplois en 2018, contre 33 en 2013 et 40 en 2008. Le nombre d'actifs ayant un emploi résidant dans la commune est de 60, soit un indicateur de concentration d'emploi de 50,6 % et un taux d'activité parmi les 15 ans ou plus de 43,7 %.
Sur ces 60 actifs de 15 ans ou plus ayant un emploi, 27 travaillent dans la commune, soit 46 % des habitants. Pour se rendre au travail, 63,2 % des habitants utilisent un véhicule personnel ou de fonction à quatre roues, 10,5 % s'y rendent en deux-roues, à vélo ou à pied et 26,3 % n'ont pas besoin de transport (travail au domicile).

## Culture locale et patrimoine

### Lieux et monuments
- Église Saint-Denis de Saint-Denis-en-Margeride.

### Personnalités liées à la commune
- Victor Sartre (1902-2000), archevêque d'Antananarivo, évêque de Beroë.